# Продається ведмежа шкура
«Продається ведмежа шкура» (рос. «Продаётся медвежья шкура») — український радянський художній телефільм 1980 року режисера Олександра Ітигілова за однойменним оповіданням Валентина Распутіна. Знятий на Кіностудії імені Олександра Довженка. Прем'єра фільму відбулася 5 грудня 1980 року.

## Сюжет
Довгий поєдинок між розтривоженим від зимової сплячки пораненим ведмедем і досвідченим мисливцем закінчився перемогою людини. Але ця дуель, яка тривала всю зиму, змусила задуматися совісного Василя про право людей втручатися в долю мешканців тайгового лісу.

## У ролях
- Стасис Петронайтіс — Василь
- Михайло Жігжітов — старий-мисливець
- Борислав Брондуков — листоноша
- Ольга Матешко — кур'єр
- А. Пономарьов — мисливець
- Віталій Шаповалов — читає текст від автора

## Творча група
- Автор сценарію і режисер-постановник: Олександр Ітигілов
- Оператори-постановники: Олександр Ітигілов, Едуард Тімлін
- Оператор: Богдан Вержбицький
- Режисер монтажу: Наталія Акайомова